# Lake City (Texas)
Pour les articles homonymes, voir Lake City.
Lake City est une ville du comté de San Patricio, dans le sud est de  l’État du Texas, aux États-Unis. Sa population s’élevait à 509 habitants lors du recensement de 2010.
La ville s'étend sur une superficie totale de 1,95 km², dont 1,89 km² sont des terres et 0,07 km² sont de l'eau,.
Lake City, Texas possède un climat subtropical humide caractérisé par des températures modérées tout au long de l'année. Voici quelques caractéristiques clés du climat de Lake City, Texas, fondées sur les résultats de recherche :
Températures modérées : Lake City connaît des températures modérées tout au long de l'année.
Précipitations : comme climat subtropical humide, la ville reçoit probablement une quantité modérée de précipitations tout au long de l'année.

## Source
- (en) Cet article est partiellement ou en totalité issu de l’article de Wikipédia en anglais intitulé « Lake City, Texas » (voir la liste des auteurs).